# Edward Harris (archéologue)
Pour les articles homonymes, voir Harris.
Edward Cecil Harris est un archéologue bermudien né en 1946. Il est célèbre pour avoir créé le diagramme de Harris (en) en 1973.

## Publications
- Principles of Archaeological Stratigraphy (1979)
- Pillars of the Bridge (1991)
- Practices of Archaeological Stratigraphy (1993))
- Bermuda Forts 1612-1957 (1997)